# Wieczfnia Kościelna

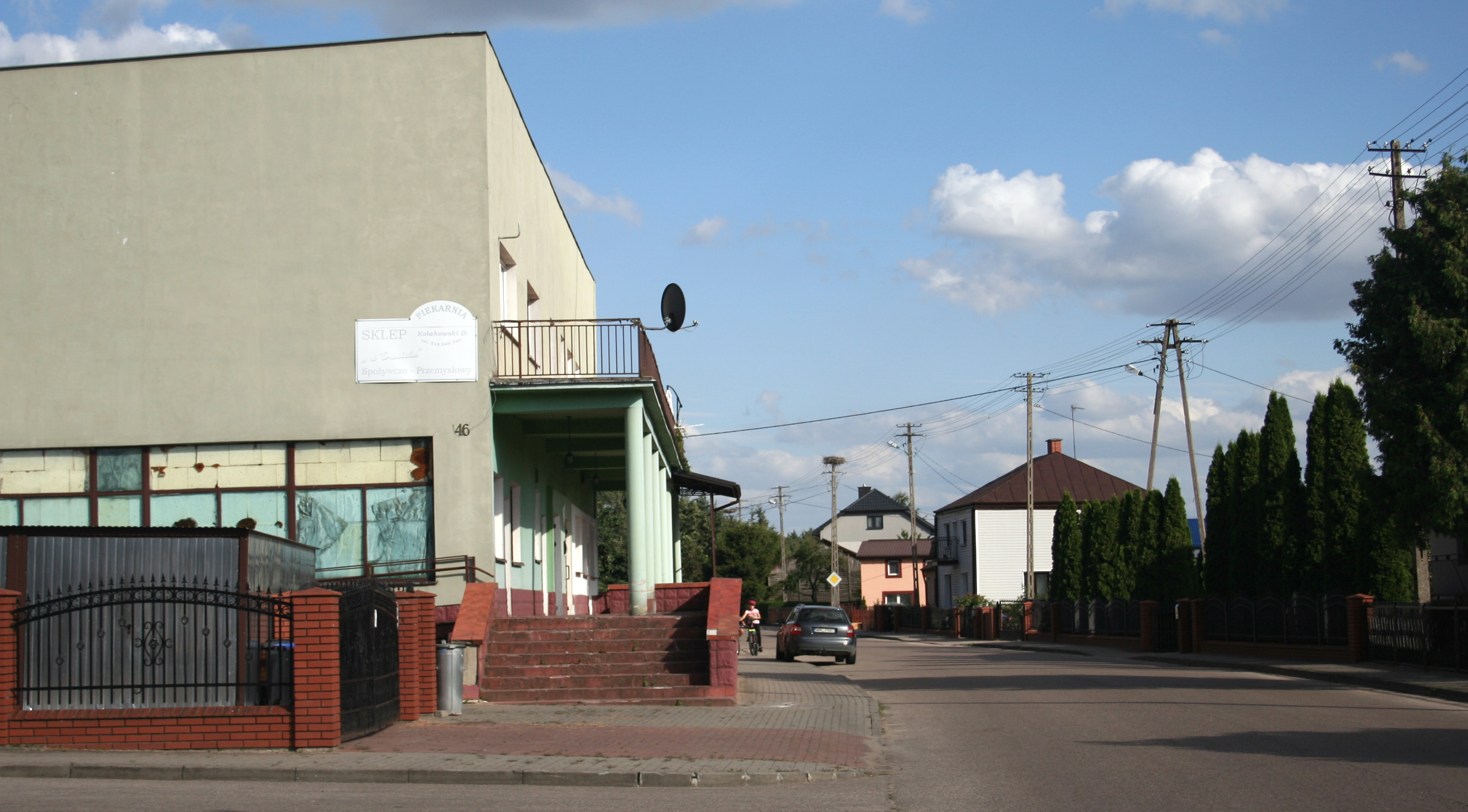
Wieczfnia Kościelna (2022)

Wieczfnia Kościelna ist ein Dorf und Sitz der gleichnamigen Gemeinde im Powiat Mławski der Woiwodschaft Masowien, Polen.

## Gemeinde
Zur Landgemeinde (gmina wiejska) Wieczfnia Kościelna gehören 24 Ortschaften mit einem Schulzenamt (sołectwo):
Bąki
Bonisław
Chmielewko
Chmielewo Wielkie
Długokąty
Grzebsk
Grzybowo
Grzybowo-Kapuśnik
Kobiałki
Kuklin
Kulany
Łęg
Michalinowo
Uniszki-Cegielnia
Uniszki Gumowskie
Uniszki Zawadzkie
Pepłowo
Pogorzel
Wieczfnia Kościelna
Wieczfnia-Kolonia
Wąsosze
Windyki
Załęże
Zakrzewo Wielkie
Weitere Orte der Gemeinde sind Chmielewo Małe, Grądzik, Kulany-Kolonia, Marianowo, Pepłówek, Rukały, Turowo, Zakrzewo-Froczki, Zakrzewo-Ranki, Żaki und Żulinek.